# ROCKY CHACK
ROCKY CHACK（ロッキー・チャック）は、ビクターエンタテインメント所属の男女2人組アーティスト。

## 概要
1998年、ミディより5人組バンドとしてデビュー。デビュー後の半年間で、3枚のマキシシングルを立て続けに発表。その後、アルバムとミニアルバムをそれぞれリリースしたのち、2000年に新レーベルOUTSIDEの設立に参加。ソニー・ミュージックエンタテインメントより、7月にシングル、9月に2ndアルバムをリリースするも、同年10月、所属レーベルが突然の解散、会社業務を終了したことにより、そのままグループも活動停止となる。
その後、長らく表立った活動はなかったが、2005年末にTaro、noeの二人組として、音楽配信サイトにて活動再開が発表された。2006年、ビクターエンタテインメントより、約5年半ぶりとなるシングル「リトルグッバイ」をリリースした。TVアニメ「ゼーガペイン」のエンディング曲として用いられた。
二人組として活動を再開してからは、主にアニメの主題歌として作品を発表している。また、活動休止前はメインボーカルは主に山下太郎だったが、活動再開後の「リトルグッバイ」、「リンゴ日和」、「Perfect World」の3曲はすべてnoeがメインボーカルで、noeがメインをとることが多くなっている。
2010年8月29日「ゼーガペイン Blu-ray BOX発売記念イベント ＜2学期直前！ゼーガペイン夏祭り＠舞浜サーバー＞」にゲスト出演し、「and you」、「リトルグッバイ」の2曲を歌った。

## メンバー
- 山下太郎 (vo.)
- noe (vo.key)

### 旧メンバー
- 藤嶋一郎（bass）
- 小杉環（drums）
- 平良育哉（guitar）1999年脱退

## ディスコグラフィー

### シングル
- 「SMILE IN THE HOLE」（1998年）
- 「DAY AND NIGHT」（1998年）
- 「SNOW〜スノウ〜」（1998年）
- 「チェンジ」（1999年）
- 「Let Me Fly」（2000年）
- 「リトルグッバイ」（2006年）
- 「リンゴ日和 〜The Wolf Whistling Song」（2008年）
- 「Perfect World」（2009年）

### アルバム
- 『Smash Water People』（1999年）
- 『Every day』（2000年）